# Оу Сон Гэи
Оу Сон Гэи (англ. Ow Soon Kooi, 19 октября 1954) — малайзийский хоккеист (хоккей на траве), полевой игрок.

## Биография
Оу Сон Гэи родился 19 октября 1954 года.
В 1976 году вошёл в состав сборной Малайзии по хоккею на траве на летних Олимпийских играх в Монреале, занявшей 8-е место. Играл в поле, провёл 7 матчей, забил 1 мяч в ворота сборной Аргентины.
В 1984 году вошёл в состав сборной Малайзии по хоккею на траве на летних Олимпийских играх в Лос-Анджелесе, занявшей 11-е место. Играл в поле, провёл 4 матча, забил 2 мяча в ворота сборной США.